# Radunica
Radunica (niem. Hundertmark) – wieś w Polsce położona w województwie pomorskim, w powiecie gdańskim, w gminie Pruszcz Gdański na obszarze Żuław Gdańskich.

## Historia
Radunica do końca II wojny światowej funkcjonowała jako wybudowanie o nazwie Heinrichsdorf (również Hundertmark; pańszczyźniana wieś Hundertmarksland), które sąsiadowało z innymi wybudowaniami – Heegewald (bez polskiego odpowiednika) i Großland (polska nazwa Rokitnica). Kronika Rokitnicy podaje, że w osadzie istniał wiatrak (podobnie w Großland).
Przed 1454 rokiem osada należała do komturii gdańskiej, a od 16 czerwca 1454 roku na mocy przywileju króla Kazimierza Jagiellończyka stała się częścią gdańskiego patrymonium wiejskiego i podlegała urzędowi ziemskiemu Żuława.
Najstarsza pisana wzmianka o przysiółku pochodzi z 8 maja 1585 roku ("stückeland die hundertmark genandt") i dotyczy rachunku za dzwony kościelne. Na mapie Żuław Wiślanych z 1599 roku w osadzie widoczny jest młyn wodny, o którym informacje zawarte są również w księdze sołtysiej z 1786 roku. Z 1660 roku istnieje wzmianka o sprzedaży gospodarstwa w Hundertmark. Informacje na temat osady z 1819 roku mówią, że do gruntu kościelnego w Rokietnicy należało 17 morgów.  
W 1887 roku po reformie administracyjnej weszła w skład powiatu Danziger Niederung i podlegała obwodowi w Wocławach, gdzie znajdował się urząd stanu cywilnego i gminie wiejskiej w Rokitnicy. Kościół ewangelicki znajdował się w Rokietnicy, a katolicki w Świętym Wojciechu. W 1905 roku osadę zamieszkiwały 92 osoby. W 1920 roku znalazła się w granicach utworzonego Wolnego Miasta Gdańska, a we wrześniu 1939 roku została wcielona do Rzeszy.
W czasie wojny w pobliżu osady znajdowały się baraki filii obozu koncentracyjnego Stutthof służące więźniom zatrudnionym przez firmę Driksen i firmę Voss.
Obecnie wieś stanowi właściwie północne przedmieście Pruszcza Gdańskiego. Domy położone na południe od ulicy podmiejskiej formalnie stanowią enklawę tego miasta. Od zachodu graniczy z osiedlem Święty Wojciech w gdańskiej dzielnicy Orunia-Św. Wojciech-Lipce.  W ostatnich latach nastąpił gwałtowny rozrost miejscowości, za sprawą licznie powstających domków jednorodzinnych. Z racji swojego położenia i braku połączenia drogowego z sąsiednim Gdańskiem jest to miejscowość szczególnie atrakcyjna dla osób szukających ciszy i spokoju.
Do Radunicy można dojechać od strony Pruszcza Gdańskiego i od wsi Rokitnica, a także gdańską komunikacją miejską - autobusami linii 132, 200, 205, 207, 232 i N5 wysiadając na przystanku Św. Wojciech-Radunica. Od 1 IX 2012 przez wieś przejeżdżają autobusy komunikacji gminnej linii nr 821 z Gdańska przez Przejazdowo, Rokitnicę, Pruszcz Gdański do Rusocina.
W pierwszej połowie 2011 roku wybudowano we wsi ścieżkę rekreacyjno-edukacyjną z ławeczkami i urządzeniami rekreacyjno-edukacyjnymi.
Również w 2011 roku rozpoczęto budowę tunelu pieszego pod torami kolejowymi o długości 60 m (z dojściami 120 m), szerokości 4,5 m oraz wysokości 2,5 m, który zastąpił istniejącą do tej pory kładkę nad torami. Zakończenie inwestycji o wartości 3,5 mln zł planowane było na połowę 2013 roku. Ostatecznie tunel oddano do użytku przed końcem 2013 roku, a na początku lutego 2014 rozebrano kładkę nad torami.
W 2019 utwardzono ulice Raduńską i Miodową.
W latach 1945–1998 miejscowość należała do województwa gdańskiego.